# ميجين فاي
ميجين فاي (بالإنجليزية: Meagen Fay)‏ هي ممثلة أمريكية، ولدت في 1957 في الولايات المتحدة.

## أعمال

### أفلام
- (2008) جنون المال
- (2012) هذا هو ابني[4]
- (2016) لا لا لاند[5]

### مسلسلات
- كيف قابلت أمكما

## وصلات خارجية
- ميجين فاي على موقع IMDb (الإنجليزية)
- ميجين فاي على موقع تيرنر كلاسيك موفيز (الإنجليزية)
- ميجين فاي على موقع قاعدة بيانات برودواي على الإنترنت (الإنجليزية)
- ميجين فاي على موقع قاعدة بيانات الفيلم (الإنجليزية)